# Danielle Quigley
Danielle Quigley (* 27. Februar 1993 in Auckland) ist eine neuseeländische Volleyball- und Beachvolleyballspielerin. Sie wurde vier Mal neuseeländische Meisterin in der Halle und gewann einmal den Titel im Sand.

## Karriere

### Karriere Halle
2011 wurde die in der größten Stadt Neuseelands geborene Sportlerin in die Juniorennationalmannschaft für die US High Performance Volleyball Championships in Tucson berufen. Drei Jahre später gewann sie ihre erste Landesmeisterschaft mit den Harbour Raiders. Aus einem großartigen Team ragte Quigley mit erfolgreichen Angriffsschlägen heraus. Wegen dieser und weiterer Leistungen wurde sie zur wertvollsten Spielerin der Championships gewählt. Dies war auch der erste Titel für den Sportverein aus Auckland. Zwei Jahre später kam die zweite Meisterschaft hinzu. Anschließend wechselte die Außenangreiferin zum VC Mauao, kehrte jedoch nach einer Spielzeit zu den Raiders zurück. Im gleichen Jahr wurde sie ins A−Nationalteam berufen. Mit den Volley Ferns nahm sie ein Jahr später an den Asienmeisterschaften teil. Die Kiwis konnten jedoch von dreizehn Teilnehmern nur Sri Lanka hinter sich lassen. Deutlich besser lief es für die inzwischen Sechsundzwanzigjährige im Vereinsvolleyball. Mit Harbour stand sie zum dritten Mal bei der Siegerehrung auf der obersten Stufe des Podiums. Nach zwei wegen der Covid-19-Pandemie abgebrochenen Spielzeiten und einem Jahr, in dem der Sportclub aus Auckland nicht einmal das Halbfinale erreichte, war es 2023 wieder soweit. Die Raiders gewannen ihre fünfte Meisterschaft und für Quigley war es der vierte Erfolg.

### Karriere Beach
Erste Erfahrungen im Sand machte die junge Athletin bei den U19-Weltmeisterschaften 2010 in Porto. 2014 gewann sie mit Melissa Ruru die erst zum dritten Mal ausgetragenen neuseeländischen Beachvolleyballmeisterschaften. Für Ruru war es bereits der zweite Titel Anschließend waren die beiden hauptsächlich bei Challenger-Turnieren aktiv. Dabei war eine Viertelfinalteilnahme in Thailand eine Saison später das beste Ergebnis. Im gleichen Jahr standen sie ein weiteres Mal im Finale der Landesmeisterschaft und wurden die Gesamtsiegerinnen der New Zealand Tour. Nach einem Intermezzo mit zwei Stockerlplätzen auf der Neuseelandtour, dem Halbfinalplatz bei den Landesmeisterschaften und zwei sieglosen Teilnahmen bei FIVB-Events sowie einem Erfolg in der Vorrunde der Asienmeisterschaften 2017 trennten sich Kurzzeitpartnerin Micah Brown und Quigley. Die restlichen Wettbewerbe in der gleichen und einige in der folgenden Spielzeit bestritt letztere wieder mit Ruru. Dabei sprang ein Bronzeplatz bei den New Zealand Championships und weitere Medaillenränge bei der heimischen Beachserie heraus. Den dritten Platz bei der Landesmeisterschaft konnte Quigley mit Brown 2019 wiederholen. Mit Trixi Conrad und zwei Mal Anna Harrison gelangen drei weitere Podiumsplätze bei der Tour.
Nach fünf Jahren Pause bildeten Harrison und Quigley noch einmal ein Beachduo. Drei Endspiele und ein Viertelfinale bei der Neuseelandtour standen auf der Habenseite. Sieglos blieb dagegen die Teilnahme beim heimatlichen Future in Mount Maunganui. Seit April 2024 steht Olivia MacDonald mit Danielle Quigley auf der gleichen Spielfeldseite.

## Auszeichnungen
- 2014: Wertvollste Spielerin der Neuseeland Championships[4]

## Privates
Danielle Quigley erhielt eine schulische Ausbildung am Orewa College. Anschließend studierte sie an der Auckland University of Technology. Inzwischen ist sie Mutter eines Kindes und arbeitet als Physiotherapeutin mit dem Schwerpunkt Sport und Athletenentwicklung, einschließlich Sport im Jugendbereich.